# Riom-ès-Montagnes
Riom-ès-Montagnes – miejscowość i gmina we Francji, w regionie Owernia-Rodan-Alpy, w departamencie Cantal.
Według danych na rok 1990 gminę zamieszkiwało 3225 osób, a gęstość zaludnienia wynosiła 69 osób/km² (wśród 1310 gmin Owernii Riom-ès-Montagnes plasuje się na 62. miejscu pod względem liczby ludności, natomiast pod względem powierzchni na miejscu 50.).